# フィナーレ・エミーリア
フィナーレ・エミーリア（伊: Finale Emilia）は、イタリア共和国エミリア＝ロマーニャ州モデナ県にある、人口約15,000人の基礎自治体（コムーネ）。2012年のイタリア北部地震の震源地にも近い。

## 名称
地元の言葉では以下のように呼ばれる。
- エミリア・ロマーニャ語ミランドラ方言 (it)  : al Finàl
- エミリア・ロマーニャ語モデナ方言 (it)  : al Finèl

## 地理

### 位置・広がり
モデナ県の北東端に位置する。県都モデナから北東へ約36km、州都ボローニャから北北西へ約38km、フェラーラから西へ約26kmの距離にある。

#### 隣接コムーネ
隣接するコムーネは以下の通り。BOはボローニャ県、FEはフェラーラ県所属。
- ボンデーノ (FE) - 北東
- チェント (FE) - 南
- クレヴァルコーレ (BO) - 南西
- カンポサント - 南西
- ミランドラ - 西
- サン・フェリーチェ・スル・パーナロ - 北西

### 気候分類・地震分類
フィナーレ・エミーリアにおけるイタリアの気候分類 (it) および度日は、zona E, 2189 GGである。
また、イタリアの地震リスク階級 (it) では、zona 3 (sismicità bassa) に分類される。

## 行政

### 分離集落
フィナーレ・エミーリアには、以下の分離集落（フラツィオーネ）がある。
- Canaletto, Massa Finalese, Reno Finalese

## 行政
ほかのモデナ県北部の自治体とともに、モデナ北部自治体連合 (it:Unione dei comuni modenesi dell'Area Nord) に参加している。この自治体連合は2003年に結成されたもので、本部はメドッラに置かれている。

## 姉妹都市
- Grézieu-la-Varenne、フランス
- ヴィッラ・サンタンジェロ、イタリア
- フォルミージネ、イタリア